# Kasteel van Santa Catalina (Cádiz)
Het Kasteel van Santa Catalina is een verdedigingswerk in de Spaanse stad  Cádiz. Het ligt aan de noordzijde van het strand van La Caleta. Aan de zuidkant van het strand ligt het kasteel van San Sebastián. Het werd gebouwd aan het einde van de 16e eeuw volgens de plannen van de ingenieur Cristóbal de Rojas. Vanaf 25 juni 1985 staat het op de Spaanse monumentenlijst. Het wordt gebruikt voor culturele evenementen.

## Geschiedenis
Na de Engels-Nederlandse aanval van 1596 op de stad gaf koning Filips II op 25 oktober 1597 aan militair ingenieur Cristóbal de Rojas de opdracht om een verdedigingsfort te bouwen. In april 1598 begon men met de daadwerkelijke bouw. Voor het project was voltooid overleed hij. Het werk werd afgemaakt, maar niet in overeenstemming met zijn meer ambitieuze plannen. Na een bouwtijd van 23 jaar werd het kasteel op 5 september 1621 voltooid.
Vanaf de lucht gezien lijkt het kasteel op een ster met drie punten die in de zee steken. Het kasteel is rondom voorzien van een borstwering met opstelplaatsen voor kanonnen. Aan de landzijde is een gracht met ophaalbrug voor de toegang. Aan beiden zijden van de poort is er een halve bastion ter verdediging. De gracht was voorzien van sluizen zodat ook bij laagwater er water in de gracht bleef staan. Binnen het kasteel is er een terreplein met diverse gebouwen.
Koning Karel II gaf opdracht voor de bouw van een kapel en sacristie. Deze werden omstreeks 1693 gebouwd. De kapel is gewijd aan Santa Catalina. Koning Karel III maakte er in 1769 een militaire gevangenis van voor prominente personen waaronder Amerikaanse liberalen en onafhankelijkheidsstrijders. Gewetensbezwaarden die weigerden de Spaanse militaire dienstplicht uit te voeren werden van 1965 tot 1976 in de gevangenis vastgehouden. Er werden nog enkele betrokkenen bij de staatsgreep van 23 februari 1981 hier opgesloten.
In 1991 droeg het ministerie van Defensie het kasteel over aan de stad Cádiz. Na een renovatie zijn er diverse kunstruimtes in de gebouwen op en rond het binnenplein. In deze ruimtes worden permanente, waaronder de tentoonstelling van de munitie-explosie in Cádiz in augustus 1947, en tijdelijke tentoonstellingen gehouden. In de zomer worden er concerten en andere openluchtevenementen gehouden.

## Fotogalerij

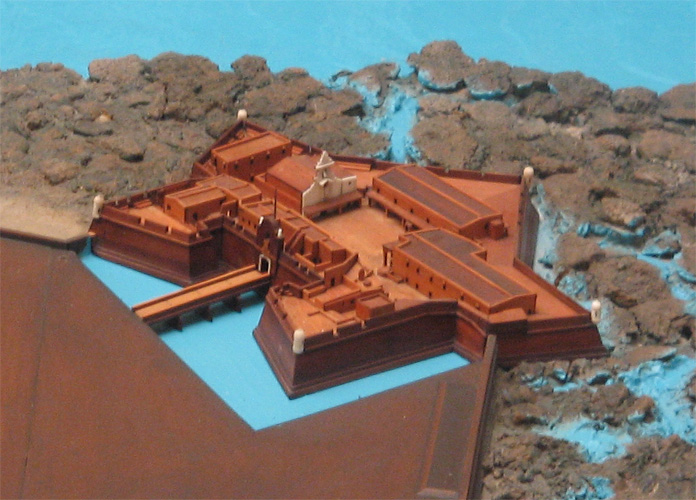
Maquette van het kasteel
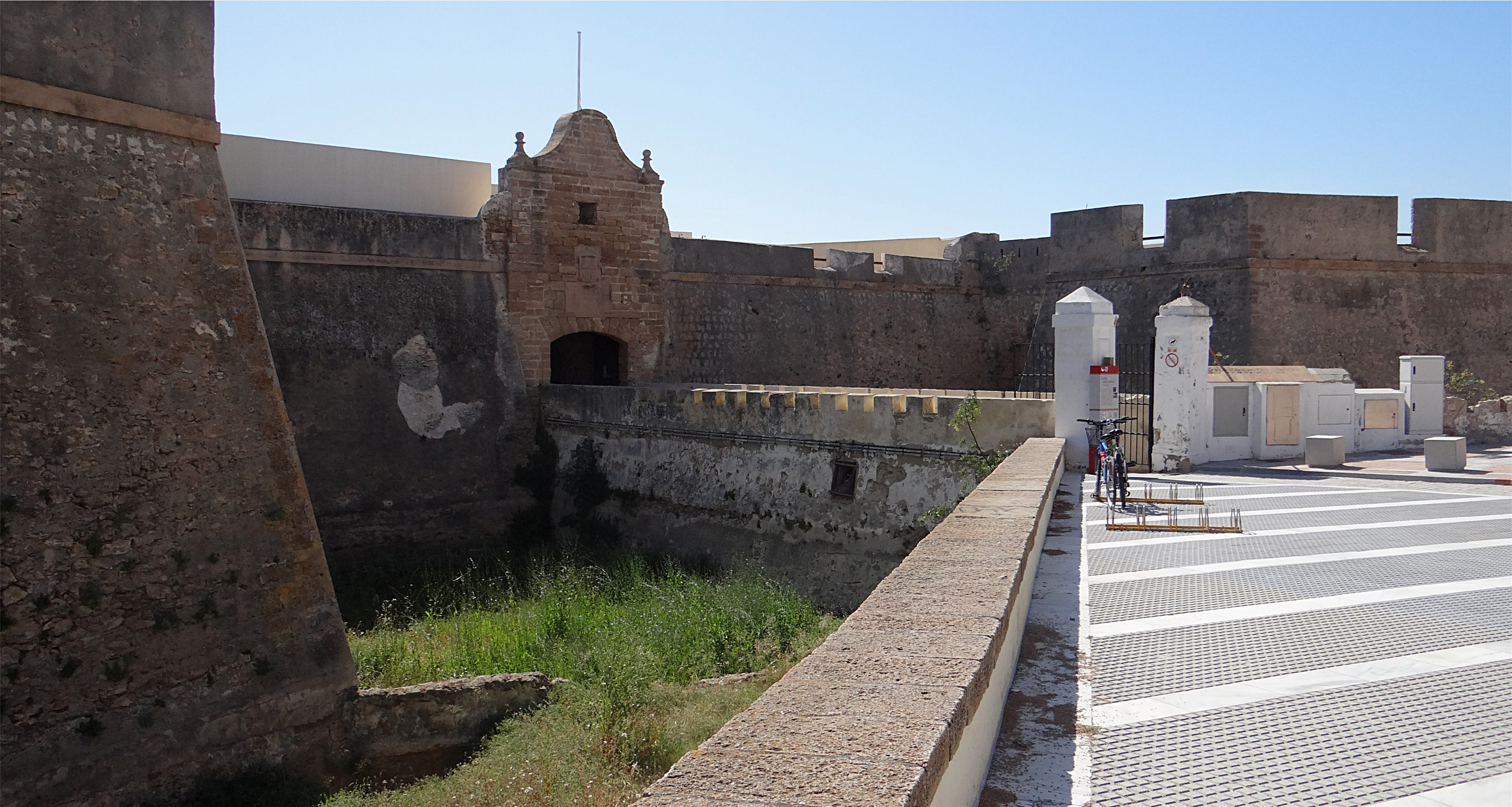
De toegangspoort
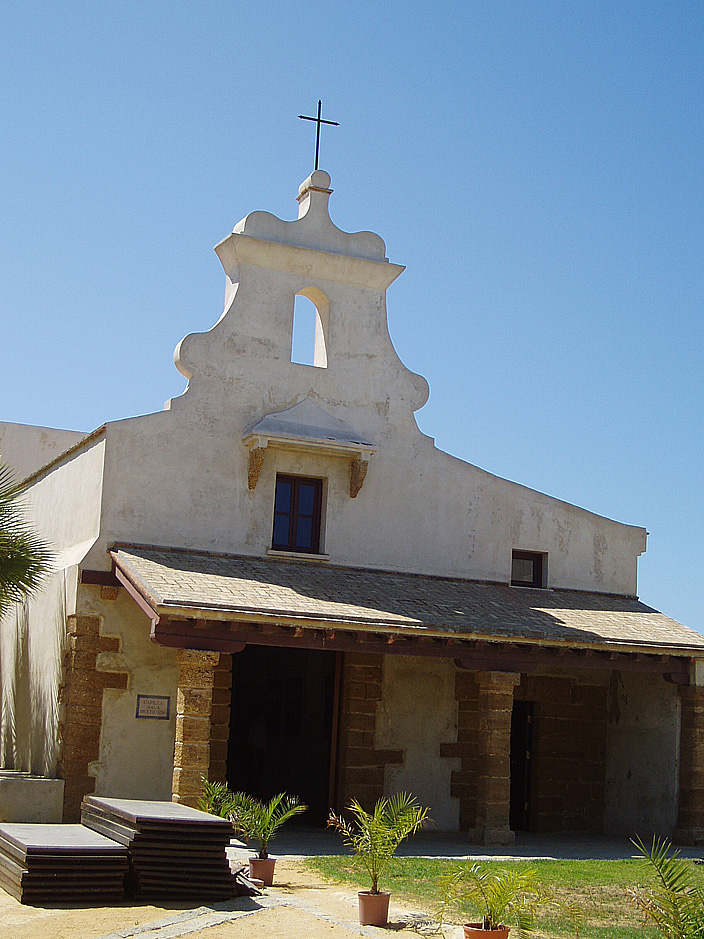
De kapel